# Philometra inimici
Philometra inimici is een rondwormensoort uit de familie van de Philometridae. De wetenschappelijke naam van de soort is voor het eerst geldig gepubliceerd in 1941 door Yamaguti.